# Battaglia di Terranova
La battaglia di Terranova (detta anche battaglia dell'isola di Terranova o battaglia di Candia) è un episodio bellico della seconda guerra d'indipendenza italiana. La battaglia fu combattuta tra il 22 ed il 25 maggio 1859 a Terranova, frazione di Casale Monferrato, e Candia Lomellina, fra austriaci e piemontesi.

## Antefatto
A seguito della vittoria di Villata, si moltiplicarono velocemente i passaggi del Sesia da parte delle truppe sabaude, più a sud di Vercelli, verso Breme e verso Candia Lomellina.
Il 22 maggio due brigate, "Savoia" e "Granatieri" assieme a due battaglioni di bersaglieri e a delle batterie d'artiglieria partiti da Casale Monferrato e guidati da Vittorio Emanuele II, occuparono l'isolotto di Terranova, posto davanti a Porto Terraso, alla confluenza del Sesia col fiume Po.

## La battaglia
Nei giorni tra il 22 ed il 23 maggio, le truppe piemontesi in loco si scontrarono con la brigata del generale Ferdinand Anton von Dondorf il quale si era posto con le sue truppe a costeggiare il fiume; lo scontro a fuoco, per quanto lungo, non portò ad alcun risultato da ambo le parti.
Il generale Sigismund von Reischach, nella notte tra il 24 ed il 25 maggio, mosse le sue truppe dal suo accampamento a Candia Lomellina per correre in soccorso a von Dondorf assieme alla brigata del generale Wilhelm von Lebzeltern, con lo scopo di dare il cambio alla brigata dell'alleato. Per minacciare i piemontesi, von Reischach diede ordine ai suoi uomini di piazzare una batteria d'artiglieria di quattro pezzi da 12 e due obici di modo da poter comodamente bombardare l'isolotto da una posizione riparata, costringendo pertanto i piemontesi, per evitare di finire massacrati sull'isola, a spostarsi a piedi e lentamente attraverso il letto fangoso del fiume, esponendoli così al fuoco degli austriaci. Gli austriaci aprirono il fuoco contro i piemontesi alle 4 del mattino, ma questi furono in grado di rispondere adeguatamente con l'artiglieria di cui disponevano, riuscendo a far cessare il fuoco nemico dopo aver distrutto alcuni pezzi dell'artiglieria austriaca.
I bersaglieri piemontesi poterono così attraversare il Sesia ma, non appena giunti sulla sponda opposta, vennero attaccati di sorpresa da un gruppo di cacciatori tirolesi che li costrinsero a ritornare sui loro passi. Il gruppo dovette quindi abbandonare l'isolotto di Terranova e procedere all'attraversamento del fiume più a nord.